# Recikliranje plastike
Recikliranje plastike je predelava odpadne plastike.
Trije glavni nameni recikliranja plastike so neposredna ponovna uporaba, uporaba kot surovina za izdelavo novih izdelkov in njegove pretvorbe kot gorivo ali novih kemikalij.
Ker je plastika biološko nerazgradljiv material, je postalo pomemben del svetovnih prizadevanj recikliranje, kot del boja proti zmanjšanju količine plastike v toku odpadkov. Ta način nam omogoča zmanjševanje visoke stopnje onesnaževanja okolja s plastiko (približno osem milijonov metričnih ton odpadne plastike vsako leto konča v oceanih).
Recikliranje plastike vključuje taljenje plastenk od pijače, nato pa uporabo te mase za izdelavo drugih uporabnih predmetov, kot so npr. mize in stoli. Plastiko se lahko reciklira tudi med posameznim proizvodnim procesom, tak primer pa so polietilenske vrečke in folija. Odstotek reciklirane mase je nato ponovno vključen v glavni proizvodni postopek. Ta krožen postopek se uporablja že vse od leta  še danes velja za enega izmed najbolj učinkovitih na tem področju.

## Ovire
Če primerjamo donosno recikliranje kovin, recikliranje umetnih polimerov predstavlja izziv zaradi svoje nizke gostote in pa nizke vrednosti, poleg tega pa na področju recikliranja plastike obstajajo tudi številne tehnične ovire. Segrevanje samo po sebi ni dovolj, da bi raztopilo velike molekule v plastiki, ravno zato pa morajo biti različni plastični odpadki za učinkovito mešanje, skorajda identični.
Ko se skupaj talijo različne vrste plastik, se nagibajo k ločevanju po plasteh, kot npr. olje in voda. To ločevanje pa povzroča strukturne slabosti v pridobljeni snovi, kar pomeni, da so mešanice polimerov uporabne le v določenih, omejenih primerih.
Naslednjo oviro za recikliranje pa predstavlja razširjena uporaba barvil, polnil in ostalih dodatkov v plastiki. Polimer je na splošno preveč viskozna snov, da bi iz nje lahko ekonomično odstranili polnila, ali pa bi se preveč poškodoval tekom cenejših procesov odstranitve polnil. Aditivi pa so redkeje uporabljeni v plastenkah in vrečkah, kar omogoča pogostejše recikliranje le-teh.
Še ena ovira v zmanjšanju toka plastičnih odpadkov in odlagališč pa je dejstvo, da mnogo številnih, pogostih majhnih plastičnih predmetov nima trikotnega univerzalnega simbola recikliranja.

## Vrste plastičnih materialov
Najpogosteje uporabljena plastika na trgu za potrošniške izdelke, so:
- PE, polietilen: vrečka, steklenice za detergente, igrače in različne embalaže;
- PP, polipropilen, zelo različni načini uporabe: objekti za pohištvo, zaboji za živila, steklenice za detergente in čistila, preproge, pohištvo;
- PVC, polivinil klorid: pladnji za jajca, filmi, cevi; Prav tako je v vratih, oknih, v ploščah;
- PET, polietilen tereftalat: plastenke pijač, sintetična vlakna, trakovi za kasete;
- PS, polistiren (stiropor): pladnji za hrano, jedilni pribor, krožniki, kozarci;

Ločeno zbiranje plastike zajema zlasti embalažo, ki predstavlja velik del plastike, ki jo je veliko v komunalnih odpadkih (nad 50%).
Sprva je to zajemalo le zbiranje steklenic. Trenutno se širi možnost recikliranja plastične embalaže, ki se uporablja za živila, kot so vrečke, škatle, pladnji in filmov za pakiranje.

## Načini recikliranja
Pred samim recikliranjem, je večina plastike razvrščena glede na njihovo vrsto smole. V preteklosti so proizvajalci plastike uporabljali identifikacijsko kodo smole. Šlo je za metodo kategorizacije polimernih tipov, ki jo je razvila Združba plastične industrije (Society of Plastic Industry) leta 1988. Polietilen tereftalat, imenovan tudi PET, ima npr. kodo smole 1. Večina proizvajalcev plastike se ne opira več na omenjeno kodiranje, saj se uporablja samodejne sisteme prepoznavanja in razvrščanja smole. To obsega vse od ročnega sortiranja plastičnih materialov do mehaniziranih avtomatskih procesov, ki zajemajo drobljenje, sejanje, separacijo s stopnjo gostote zraka, tekočino ali uporabo magnetnih in zapletenejših vrst tehnologij (UV, laser). Nekatere plastične odpadke pa se pred recikliranjem loči tudi po barvi. To plastiko se nato razreže, zdrobi nakar sledi postopek odstranjevanja nečistoč (npr. papirnatih etiket). Dobljen material nato stalijo in ga pogosto vlijejo v obliko pelet, ter ga nato uporabijo za izdelavo drugih izdelkov.

### Toplotna depolimerizacija
Pri tem postopku gre za predelavo mešanih polimerov v gorivo. To je precej manj občutljiv proces, saj je zanj značilno, da lahko uporabimo tudi različne mešanice polimerov.

### Termično stiskanje
Ta proces se širi z zagonskimi podjetji, zlasti v Avstraliji, ZDA in na Japonskem. V proces termičnega stiskanja lahko vključimo vse nesortirane plastike v vseh oblikah, od plastičnih vrečk do trših industrijskih odpadkov. Ravno to pa je največja prednost tega procesa, saj omogoča recikliranje vseh oblik plastik in ne le tistih ujemajočih. Pomanjkljivost, na katero pa se nanaša največ kritik pa so visoki energetski stroški predelave.

### Drugo
Najnovejše tehnike omogočajo predelavo odpadne plastike v polnila za 3-D tiskalnike.

## Postopki
Po stopnji recikliranja plastiko ločimo od drugih frakcij in nečistoč. Razdeli se jo po vrsti polimera. Še posebej so izbrani PET in PE z nizko in visoko gostoto.

### Postopek recikliranja so lahko
- mehansko, najpogostejši: Dobimo kosmiče ali granule, ki se bodo uporabljali za proizvodnjo novih predmetov.
- kemična, manj pogosta, vendar se že uporabljajo na industrijski ravni (na primer hidrolizo PET)

## Aplikacije
Recikliranje je še posebej primerno za pakiranje plastike. Polimeri, ki omogočajo najboljše rezultate v smislu okrevanja so: PET, PVC, PE.

## Izdelki iz plastike
- plastenke
- steklenice in razpršilniki
- kadi
- zaboji za zelenjavo
- plastične folije
- embalaža iz polistirena
- pladnji za zelenjavo in meso
- lončki za jogurt
- plastične nakupovalne vrečke
- vrečke testenin, čipov, kave...
- folije
- trakovi za vezanje paketov
- plastične cevi za kreme, omake, zobna pasta
- krožniki in kozarci za enkratno uporabo
- plastični obešalniki (s kovinskimi kavlji
- transportna embalaža (zračni mehurčki)
- lonci za vrtove (za rastline, ki jih je treba presaditi)
- škatle in vrečke za pakiranje oblačil
- pladnji za čokolade